# Receptor alfa 2B adrenérgico
El receptor adrenérgico alfa 2B (α2B), es un receptor adrenérgico del tipo α2, también llamado ADRA2B y el término también denota el gen humano que lo codifica. Los receptores ADRA2A están situados sobre la cara extracelular de la membrana plasmática y acopladas a proteínas G.

## Receptor
Los receptores adrenérgicos α2B incluyen tres subtipos altamente homólogos: alfa2A, alfa2B y el alfa2C. Estos receptores tienen un papel crítico en la regulación de la liberación de neurotransmisores desde los nervios sinápticos y de neuronas adrenérgicas en el sistema nervioso central. 

## Gen
El gen codifica al subtipo alfa2B y asociado a un factor de iniciación denominado eIF-2B, una proteína que intercambia nucleótidos de guanina que actúa en la regulación de la traducción de RNAm. Se ha identificado una variante polimórfica del receptor alfa2B, el cual carece de ácido glutámico del elemento de repetición, asociado con la reducción del metabolismo basal en personas con obesidad contribuyendo a la patogénesis de esta enfermedad. El gen no tiene intrones.